# بخش مرکزی شهرستان گراش
بخش مرکزی شهرستان گِراش یکی از بخش‌های شهرستان گراش در استان فارس ایران است. هم‌اکنون طاهره فروزش به عنوان بخشدار این بخش فعالیت می‌کند.

## تقسیمات کشوری
- بخش مرکزی شهرستان گراش
  - دهستان خلیلی
  - دهستان فداغ

شهرها: گراش

## جمعیت
بنابر سرشماری مرکز آمار ایران، جمعیت بخش مرکزی شهرستان گراش در سال ۱۳۹۵ برابر با ۴۶،۸۷۸ نفر شامل ۱۳،۱۳۶ خانوار بوده‌است.